# 乙毗射匮可汗
乙毗射匮可汗，西突厥可汗，乙屈利失乙毗可汗的儿子（阿史那泥孰之侄孙），一说是莫賀咄可汗的儿子。
642年九月，乙毗咄陆可汗发兵入侵唐朝伊州（今新疆哈密），被安西都护郭孝恪击败，西突厥属部处密降唐。弩失毕五部及乙毗咄陆所部屋利啜等派代表至长安，请唐朝废黜乙毗咄陆，另立西突厥可汗。唐太宗遣使温无隐册立乙毗射匮可汗。乙毗射匮将原被乙毗咄陆可汗扣留的唐朝使者全部礼送回长安。他进攻乙毗咄陆可汗据守的白水胡城，乙毗咄陆可汗看到自己众叛亲离，逃往吐火罗。
644年，唐朝扶持的乙毗射匮可汗开始与唐朝修好，但也开始扩张自己的势力。646年六月，乙毗射匮可汗遣使向唐朝朝贡，请婚。唐太宗诏令割龟兹、于阗、疏勒、朱俱波、葱岭等五国为聘礼。乙毗射匮可汗不顾唐朝的压力，开始向龟兹、焉耆等国渗透自己的势力。648年，唐朝昆丘道行军大总管阿史那社尔平龟兹，击溃了乙毗射匮可汗在西域的势力。
唐朝晋封原乙毗咄陆可汗部将阿史那贺鲁为泥伏沙钵罗叶护，赐给他唐朝的鼓纛，派他去招抚尚未服从的其它西突厥部落。649年，唐太宗逝世，阿史那贺鲁觉得有机可乘，于七月脱离唐朝并发兵攻打唐朝的庭州。651年，阿史那贺鲁击败乙毗射匮可汗，招降其余西突厥部落，自立为沙钵罗可汗。

## 延伸阅读
[在维基数据编辑]
 《舊唐書·卷194下》，出自刘昫《舊唐書》